# Finns här några snälla barn?
Finns här några snälla barn? är ett julalbum av Henrik Dorsin, utgivet 29 oktober 2014. Albumet spelades in tillsammans med Gävle symfoniorkester.

## Låtlista
Alla låtar är skrivna av Henrik Dorsin om inget annat anges.
1. Bjällror och klockspel
2. En vit jul
3. Tomten är en kommunist
4. Jul på pizzerian (Henrik Dorsin, Andreas Alfredsson Grube och Andreas Grill)
5. Julgranen från mina barnaår (Gustaf Wahlenius och Sven Flodin)
6. Julhälsning från Caymanöarna
7. Krampus
8. Morbror och grisen (Allan Edwall)
9. Tiderna förändrar sig men jul är jul ändå (julsång anno 1952) (Einar Molin och Jack Lemkow)
10. Tomten blott är vaken (Gustaf Wahlenius och Kai Gullmar)

## Listplaceringar
| Lista (2014) | Topplacering |
| ------------ | ------------ |
| Sverige      | 24           |

### Fotnoter
1. ↑  ”Finns här några snälla barn?”. Ginza musik. 28 februari 2014. Arkiverad från originalet den 1 januari 2015. https://web.archive.org/web/20150101061945/http://www.ginza.se/product/dorsin-henrik/finns-har-nagra-snalla-barn-2014/256286/. Läst 23 december 2014.
2. ↑  ”Finns här några snälla barn?”. Swedishcharts. 28 februari 2014. http://www.swedishcharts.com/showitem.asp?interpret=Henrik+Dorsin+%26+G%E4vle+Symfoniorkester&titel=Finns+h%E4r+n%E5gra+sn%E4lla+barn%3F&cat=a. Läst 23 december 2014.